# Аройо, Мира
Мира Аройо (родилась 11 июля 1977 года в Софии) — участница британской электроклэш-группы Ladytron.

## Биография
Родилась в 1977-м в Софии.
Болгарско-сефардского происхождения. Аройо со своей семьей переехала в Израиль, когда ей было 10. Единственная участница группы, никогда не жившая в Ливерпуле: Рубен Ву и Даниель Хант выросли там, а Хелен Марни училась. На диджейской вечеринке в Лондоне Аройо встретилась с Дэнни Хантом через общих знакомых и выяснилось, что они были диджеями в одном и том же музыкальном стиле. Мира стала клавишницей, вокалисткой и автором песен в группе Ladytron. Она пишет и поёт песни на английском и своём родном болгарском. Также исполнила на русском языке песню «Миллион алых роз» в рамках инди-поп проекта The Projects.
Помимо её музыкальных интересов и способностей, защитила докторскую диссертацию по молекулярной генетике в Оксфордском университете (на тему «Роль белковой транслоказы FtsK в сайт-специфичной рекомбинации Xer»), получив степень Ph.D. Увлекается ломографией. Пескетарианка. С 2010 года замужем за фотографом Гарри Харди. 23 февраля 2012 года у них родилась дочь Ноа. На данный момент семья проживает в Лондоне.

## Инструменты
На живых выступлениях Ladytron Мира использует синтезатор и поёт. Её основной инструмент — Korg MS-20, который она использует со времени основания группы.
- Korg MS-20, Jen SX-1000, стилофон, Speak and Spell (604 тур)[2];
- Korg MS-20, Roland Juno 6 либо Korg MS-20, Jen SX-1000 (Light & Magic тур)[2];
- Korg MS-20, Korg MS2000B (Witching Hour и Velocifero туры)[2];
- Korg MS-20 (Best of 00-10 и Gravity the Seducer туры)[2];
- тур Ladytron 2018—2019[2]:

Korg MS-20 (Глазго, Ливерпуль, Лондон в 2018);
Korg MS-20, Roland JD-Xi (американский тур 2019).